# Dualität von Lp-Räumen
Unter Dualität von Lp-Räumen, kurz Lp-Dualität, versteht man eine Reihe von Sätzen aus dem mathematischen Gebiet der Funktionalanalysis, die sich mit den Dualräumen von Lp-Räumen beschäftigen, wobei {\displaystyle 1\leq p<\infty } eine reelle Zahl ist. Die wesentliche Aussage lautet, dass Dualräume von  Lp-Räumen wieder von dieser Art sind, nämlich Lq-Räume, wobei {\displaystyle {\tfrac {1}{p}}+{\tfrac {1}{q}}=1} sein muss. Das heißt, in einprägsamer Form gilt {\displaystyle (L^{p})\,'\cong L^{q}}.

## Der Fall p > 1
Es sei {\displaystyle q} der sogenannte zu {\displaystyle p} konjugierte Exponent, das heißt diejenige Zahl {\displaystyle 1<q<\infty }, für die {\displaystyle {\tfrac {1}{p}}+{\tfrac {1}{q}}=1} gilt. Dies ist äquivalent mit {\displaystyle q={\tfrac {p}{p-1}}}. Ist weiter {\displaystyle (X,{\mathcal {A}},\mu )} ein Maßraum, dann kann man die Banachräume {\displaystyle L^{p}(X,{\mathcal {A}},\mu )} und {\displaystyle L^{q}(X,{\mathcal {A}},\mu )} über dem Körper {\displaystyle \mathbb {K} } bilden, wobei {\displaystyle \mathbb {K} } für {\displaystyle \mathbb {R} } oder {\displaystyle \mathbb {C} } steht. Wie üblich werden fast überall übereinstimmende Funktionen ohne weitere Hinweise identifiziert, um eine umständliche Sprech- und Schreibweise über Äquivalenzklassen von Funktionen zu vermeiden.
Nach der Hölderschen Ungleichung gilt
{\displaystyle \left|\int _{X}f(x)g(x)\,\mathrm {d} \mu (x)\right|\leq \|f\|_{p}\|g\|_{q}} für alle {\displaystyle f\in L^{p}(X,{\mathcal {A}},\mu ),\,g\in L^{q}(X,{\mathcal {A}},\mu )},
wobei {\displaystyle \|\cdot \|_{p}}  die Norm auf dem Lp-Raum bezeichnet und entsprechend {\displaystyle \|\cdot \|_{q}}. Diese Abschätzung zeigt, dass
{\displaystyle T_{g}\colon L^{p}(X,{\mathcal {A}},\mu )\rightarrow \mathbb {K} ,\quad f\mapsto \int _{X}fg\,\mathrm {d} \mu }
ein beschränktes lineares Funktional auf {\displaystyle L^{p}(X,{\mathcal {A}},\mu )}, also ein Element des Dualraums {\displaystyle L^{p}(X,{\mathcal {A}},\mu )\,'} ist, mit {\displaystyle \|T_{g}\|\leq \|g\|_{q}}. Mit Hilfe des Satzes von Radon-Nikodým kann man zeigen, dass jedes beschränkte lineare Funktional auf {\displaystyle L^{p}(X,{\mathcal {A}},\mu )} von dieser Form ist und dass für die Normen sogar Gleichheit gilt. Man hat daher folgenden Satz:
Es seien {\displaystyle (X,{\mathcal {A}},\mu )} ein Maßraum und {\displaystyle 1<p<\infty }. Dann ist die Abbildung
{\displaystyle T:L^{q}(X,{\mathcal {A}},\mu )\rightarrow L^{p}(X,{\mathcal {A}},\mu )\,',\quad g\mapsto T_{g},\quad T_{g}(f):=\int _{X}fg\,\mathrm {d} \mu }
ein isometrischer Isomorphismus.
Genau dieser Isomorphismus ist gemeint, wenn man kurz {\displaystyle L^{p}(X,{\mathcal {A}},\mu )\,'\cong L^{q}(X,{\mathcal {A}},\mu )} schreibt.
Da {\displaystyle p} und {\displaystyle q} ja in einer symmetrischen Beziehung zueinander stehen, ergibt sich aus diesem Satz sofort
{\displaystyle L^{p}(X,{\mathcal {A}},\mu )\,''\cong L^{q}(X,{\mathcal {A}},\mu )\,'\cong L^{p}(X,{\mathcal {A}},\mu )}.
Verwendet man die im Satz angegebenen Isomorphismen, so erkennt man, dass es sich hier um die kanonische Einbettung von {\displaystyle L^{p}(X,{\mathcal {A}},\mu )} in seinen Bidualraum handelt. Die  Lp-Räume sind für {\displaystyle 1<p<\infty } also reflexiv.
Obiger Satz, der manchmal nicht ganz korrekt als Satz von Riesz zitiert wird, hat mehrere Väter. Der bereits 1907 bewiesene Hilbertraum-Fall {\displaystyle L^{2}([0,1])} geht auf M. Fréchet zurück. Das Einheitsintervall steht hier für den Maßraum [0,1] mit der Borelschen σ-Algebra und dem auf [0,1] eingeschränkten Lebesgue-Maß. Die Verallgemeinerung dieses Ergebnisses auf beliebige Hilberträume ist auch als Darstellungssatz von Fréchet-Riesz (oder Rieszscher Darstellungssatz) bekannt.
F. Riesz hat drei Jahre später den Fall {\displaystyle L^{p}[0,1]} für {\displaystyle 1<p<\infty } bewiesen. Das wurde dann von O. M. Nikodým auf den Fall endlicher Maßräume verallgemeinert. Der allgemeinste Fall eines beliebigen Maßraums wurde schließlich 1950 von E. J. McShane behandelt.
Ein sehr einfacher Spezialfall sind die Folgenräume {\displaystyle \ell ^{p}}, die man erhält, wenn man {\displaystyle X=\mathbb {N} } und für {\displaystyle \mu } das Zählmaß nimmt. Die Elemente aus {\displaystyle \ell ^{p}} werden als Folgen {\displaystyle (a_{n})_{n}} geschrieben, wobei eine solche Folge für die {\displaystyle L^{p}}-Funktion {\displaystyle \mathbb {N} \rightarrow \mathbb {K} ,\,n\mapsto a_{n}} steht. Für die Dualität zwischen {\displaystyle \ell ^{p}} und {\displaystyle \ell ^{q}} erhält man an Stelle obiger Integrale eine Summe:
{\displaystyle T_{b}((a_{n})_{n})=\sum _{n=1}^{\infty }a_{n}b_{n}} für alle {\displaystyle (a_{n})_{n}\in \ell ^{p}} und {\displaystyle b=(b_{n})_{n}\in \ell ^{q}}.
Diese Aussage kann auch ohne maßtheoretischen Aufwand bewiesen werden.

## Der Fall p = 1
Ein entsprechender Satz über den Dualraum von  L1-Räumen gilt nicht in voller Allgemeinheit. Bildet man den zu 1 konjugierten Exponenten, so muss man {\displaystyle q=\infty } nehmen. H. Steinhaus konnte 1919 in der Tat
{\displaystyle L^{1}([0,1])\,'\cong L^{\infty }([0,1])}
zeigen, wobei die isometrische Isomorphie durch den zum oben definierten Operator {\displaystyle T} analogen Operator vermittelt wird.
Die zusätzliche Schwierigkeit besteht letztlich darin, dass die auftretenden Räume, von trivialen Ausnahmen abgesehen, nicht mehr reflexiv sind. Es lässt sich aber noch folgender Satz zeigen:
Es sei {\displaystyle (X,{\mathcal {A}},\mu )} ein {\displaystyle \sigma }-endlicher Maßraum. Dann ist die Abbildung
{\displaystyle T:L^{\infty }(X,{\mathcal {A}},\mu )\rightarrow L^{1}(X,{\mathcal {A}},\mu )\,',\quad g\mapsto T_{g},\quad T_{g}(f):=\int _{X}fg\mathrm {d} \mu }
ein isometrischer Isomorphismus.
Auf die zusätzliche Voraussetzung der {\displaystyle \sigma }-Endlichkeit des Maßraums kann nicht verzichtet werden. Betrachtet man zum Beispiel auf {\displaystyle X=\mathbb {R} } die {\displaystyle \sigma }-Algebra {\displaystyle {\mathcal {A}}} derjenigen Mengen, die abzählbar sind oder deren Komplement abzählbar ist, und als Maß {\displaystyle \mu } das Zählmaß, so ist {\displaystyle L^{1}(\mathbb {R} ,{\mathcal {A}},\mu )} der Raum aller Funktionen {\displaystyle f\colon \mathbb {R} \rightarrow \mathbb {K} }, die höchstens an abzählbar vielen Stellen von null verschieden sind und für die {\displaystyle \textstyle \sum _{x\in \mathbb {R} }|f(x)|<\infty } gilt. Offenbar ist durch {\displaystyle \textstyle f\mapsto \sum _{x\geq 0}f(x)} ein beschränktes lineares Funktional auf {\displaystyle L^{1}(\mathbb {R} ,{\mathcal {A}},\mu )} definiert. Wäre dieses von der Form {\displaystyle T_{g}} für ein {\displaystyle g\in L^{\infty }(\mathbb {R} ,{\mathcal {A}},\mu )}, so müsste {\displaystyle g} konstant gleich 1 auf {\displaystyle [0,\infty )} und konstant gleich 0 auf {\displaystyle (-\infty ,0)} sein. Eine solche Funktion ist aber nicht {\displaystyle {\mathcal {A}}}-messbar. Daher kann in diesem Beispiel die im Satz beschriebene Isomorphie nicht bestehen.
Es gibt aber eine wichtige Situation, die auch gewisse nicht-{\displaystyle \sigma }-endliche Maßräume umfasst, in der man dennoch zu einem befriedigenden Resultat kommt, nämlich die der lokalkompakten Gruppen. In der harmonischen Analyse ist folgender Satz wichtig:
Es seien {\displaystyle G} eine lokalkompakte Gruppe, {\displaystyle {\mathcal {B}}} die Borelsche {\displaystyle \sigma }-Algebra auf  {\displaystyle G} und  {\displaystyle \mu } ein reguläres Borelmaß auf {\displaystyle G}. Dann ist
{\displaystyle T\colon L^{\infty }(G,{\mathcal {B}},\mu )\rightarrow L^{1}(G,{\mathcal {B}},\mu )\,',\quad g\mapsto T_{g},\quad T_{g}(f):=\int _{G}fg\,\mathrm {d} \mu }
ein isometrischer Isomorphismus.
Dabei heißt das Maß {\displaystyle \mu } regulär, wenn folgende drei Bedingungen erfüllt sind:
- {\displaystyle \mu (K)<\infty } für alle kompakten Teilmengen {\displaystyle K\subset G},
- {\displaystyle \mu (U)=\sup\{\mu (K);\,K\subset U,K{\mbox{ kompakt}}\}} für alle offenen Teilmengen {\displaystyle U\subset G},
- {\displaystyle \mu (B)=\inf\{\mu (U);\,B\subset U\subset G,U{\mbox{ offen}}\}} für alle Borelmengen {\displaystyle B\in {\mathcal {B}}}.

Der Satz gilt also insbesondere auch für das Haarsche Maß auf {\displaystyle G}, das heißt, man kann den Dualraum der Gruppenalgebra {\displaystyle L^{1}(G)} auch für nicht-{\displaystyle \sigma }-endliche Gruppen durch obigen Satz beschreiben.

## Der Fall 0 < p < 1
Für {\displaystyle 0<p<1} ist Lp(X,A,μ) zwar kein normierter Raum, aber immerhin ein vollständiger topologischer Vektorraum mit der Quasinorm
{\displaystyle N_{p}\,:\,L^{p}\left(X,{\mathcal {A}},\mu \right)\,\rightarrow \,\mathbb {R} \;,\qquad N_{p}\left(f\right):=\left(\int _{X}\left|f\right|^{p}\mathrm {d} \mu \right)^{\frac {1}{p}}}
bzw. der Pseudonorm oder Fréchet-Metrik
{\displaystyle \varrho _{p}\,:\,L^{p}\left(X,{\mathcal {A}},\mu \right)\,\rightarrow \,\mathbb {R} \;,\qquad \varrho _{p}\left(f\right):=\left(N_{p}\left(f\right)\right)^{p}=\int _{X}\left|f\right|^{p}\mathrm {d} \mu \;.}
Diese Räume sind im Allgemeinen nicht lokalkonvex, der Satz von Hahn-Banach also im Allgemeinen nicht anwendbar, sodass es möglicherweise „sehr wenige“ lineare stetige Funktionale gibt. Insbesondere ist nicht gesichert, dass die schwache Topologie auf {\displaystyle L^{p}\left(X,{\mathcal {A}},\mu \right)} Punkte trennen kann.
Prototypisch ist das Beispiel {\displaystyle L^{p}\left(\left[0,\,1\right]\right):=L^{p}\left(\left[0,\,1\right],{\mathcal {B}}\left(\left[0,\,1\right]\right),\lambda \right)} mit der Borel-Algebra {\displaystyle {\mathcal {B}}\left(\left[0,\,1\right]\right)} über dem Intervall {\displaystyle \left[0,\,1\right]} und dem Borel-Lebesgue-Maß {\displaystyle \lambda }. Hier sind die einzigen konvexen offenen Mengen die leere Menge {\displaystyle \emptyset } und der gesamte Raum {\displaystyle L^{p}\left(\left[0,\,1\right]\right)} selbst. Da Urbilder konvexer offener Mengen in {\displaystyle \mathbb {K} } unter einem linearen stetigen Funktional konvexe offene Mengen in {\displaystyle L^{p}\left(\left[0,\,1\right]\right)} sind, folgt, dass das Nullfunktional das einzige lineare stetige Funktional ist. Der Dualraum ist somit trivial:
{\displaystyle \left(L^{p}\left(\left[0,\,1\right]\right)\right)'=\left\{0\right\}}.
Insbesondere ist in diesem Raum die Aussage des Trennungssatzes nicht gültig, da sich keine zwei Punkte durch eine abgeschlossene Hyperebene trennen lassen. Die schwache Topologie auf {\displaystyle L^{p}\left(\left[0,\,1\right]\right)} ist indiskret.
Es gibt aber auch weniger extreme Beispiele, wie die Folgenräume {\displaystyle \ell ^{p}:=L^{p}\left(\mathbb {N} ,{\mathcal {P}}\left(\mathbb {N} \right),\mu \right)} mit dem Zählmaß {\displaystyle \mu }. Diese Räume besitzen zwar nichttriviale absolutkonvexe offene Mengen, aber nicht genug um eine Nullumgebungsbasis zu bilden: Da jede konvexe offene Menge in {\displaystyle \ell ^{p}} unbeschränkt ist, sind auch die {\displaystyle \ell ^{p}} nicht lokalkonvex. Trotzdem gibt es „viele“ lineare stetige Funktionale. Es gilt nämlich für {\displaystyle 0<p<1}:
{\displaystyle \left(\ell ^{p}\right)'=\left(\ell ^{1}\right)'=\ell ^{\infty }\;.}
Die Inklusion „{\displaystyle \supset }“ sieht man leicht, denn für {\displaystyle x=\left(x_{k}\right)\in \ell ^{p}} und {\displaystyle y=\left(y_{k}\right)\in \ell ^{\infty }} gilt:
{\displaystyle \left|\sum \limits _{k\in \mathbb {N} }x_{k}\,y_{k}\right|\leq \left(\sum \limits _{k\in \mathbb {N} }\left|x_{k}\right|\right)\,\left(\sup \limits _{k\in \mathbb {N} }\left|y_{k}\right|\right)\leq N_{p}\left(x\right)\,\left\|y\right\|_{\infty }\;.}
Für {\displaystyle X=\left\{1,\,\ldots \,n\right\}}, {\displaystyle {\mathcal {A}}={\mathcal {P}}\left(X\right)} und {\displaystyle \mu } das Zählmaß, also {\displaystyle L^{p}\left(X,{\mathcal {A}},\mu \right)\cong \mathbb {K} ^{n}} mit der {\displaystyle p}-Quasinorm, ist die Topologie auf diesem Raum sogar mit der üblichen Topologie des {\displaystyle \mathbb {K} ^{n}} identisch, da es auf jedem endlichdimensionalen reellen oder komplexen Vektorraum genau eine Hausdorff-Topologie gibt, die den Raum zu einem topologischen Vektorraum macht. Obwohl die Kugeln in der erzeugenden Quasinorm nicht konvex sind, erzeugt diese eine lokalkonvexe Topologie:
{\displaystyle n^{1-{\frac {1}{p}}}\,N_{p}\left(x\right)\leq \left\|x\right\|_{1}\leq N_{p}\left(x\right)\;.}
Der Satz von Hahn-Banach ist anwendbar und der Dualraum wieder {\displaystyle \mathbb {K} ^{n}}, wie im euklidischen bzw. unitären Fall. Die schwache Topologie ist aus den gleichen Gründen wie oben mit der {\displaystyle p}-Quasinormtopologie sowie der üblichen Topologie identisch.

## Banachraum-wertige Lp-Funktionen
Ist neben dem Maßraum {\displaystyle (X,{\mathcal {A}},\mu )} noch ein Banachraum {\displaystyle E} gegeben, so kann man den Raum {\displaystyle L^{p}(X,{\mathcal {A}},\mu ,E)} aller {\displaystyle {\mathcal {A}}}-messbaren Funktionen {\displaystyle f\colon X\rightarrow E}, für die das Integral {\displaystyle \textstyle \int _{X}\|f(x)\|^{p}\,\mathrm {d} \mu (x)} endlich ist, bilden, wobei wie üblich fast überall übereinstimmende Funktionen identifiziert werden (siehe auch Bochner-Integral). Die Norm
{\displaystyle \|f\|_{p}:=\left(\int _{X}\|f(x)\|^{p}\,\mathrm {d} \mu (x)\right)^{\frac {1}{p}}}
macht {\displaystyle L^{p}(X,{\mathcal {A}},\mu ,E)} zu einem Banachraum. Sind nun {\displaystyle f\in L^{p}(X,{\mathcal {A}},\mu ,E)} und {\displaystyle g\in L^{q}(X,{\mathcal {A}},\mu ,E\,')}, so kann man
{\displaystyle \int _{X}gf\,\mathrm {d} \mu =\int _{X}\underbrace {g(x)} _{\in E\,'}(\underbrace {f(x)} _{\in E})\,\mathrm {d} \mu (x)}
bilden, und es gilt:
{\displaystyle \left|\int _{X}gf\,\mathrm {d} \mu \right|\leq \int _{X}|g(x)(f(x))|\,\mathrm {d} \mu (x)\leq \int _{X}\|g(x)\|_{q}\|f(x)\|_{p}\,\mathrm {d} \mu (x)\leq \|g\|_{q}\|f\|_{p}}.
Man erhält daher wieder eine Abbildung
{\displaystyle T\colon L^{q}(X,{\mathcal {A}},\mu ,E\,')\rightarrow L^{p}(X,{\mathcal {A}},\mu ,E)\,'}
und man kann folgenden Satz zeigen:
Sind {\displaystyle (X,{\mathcal {A}},\mu )} ein Maßraum, {\displaystyle E} ein separabler, reflexiver Banachraum und {\displaystyle 1<p<\infty } sowie {\displaystyle q} der zu {\displaystyle p} konjugierte Exponent, so ist
{\displaystyle T\colon L^{q}(X,{\mathcal {A}},\mu ,E\,')\rightarrow L^{p}(X,{\mathcal {A}},\mu ,E)\,',\,g\mapsto T_{g},\,T_{g}(f)=\int _{X}gf\,\mathrm {d} \mu }
ein isometrischer Isomorphismus.
Es gilt also die erwartete und leicht einprägsame Formel
{\displaystyle L^{p}(X,{\mathcal {A}},\mu ,E)\,'\cong L^{q}(X,{\mathcal {A}},\mu ,E\,')}.

## Gewichtete lp-Räume
Es sei eine Folge {\displaystyle w=(w_{n})_{n\in \mathbb {N} }} positiver Zahlen, sogenannter Gewichte, gegeben. Der zugehörige gewichtete  {\displaystyle \ell ^{p}}-Raum ist der Folgenraum
{\displaystyle \ell ^{p}(w):=\left\{(a_{n})_{n}\left|\,\textstyle \sum \limits _{n\in \mathbb {N} }|a_{n}|^{p}w_{n}^{p}<\infty \right.\right\}}
mit der Norm
{\displaystyle \|(a_{n})_{n}\|_{p,w}:=\left(\sum _{n\in \mathbb {N} }|a_{n}|^{p}w_{n}^{p}\right)^{\frac {1}{p}}}.
Dies ist nichts anderes als der Raum {\displaystyle L^{p}(\mathbb {N} ,{\mathcal {P}}(\mathbb {N} ),\mu _{w})}, wobei das Maß {\displaystyle \mu _{w}} durch {\displaystyle \mu _{w}(\{n\})=w_{n}} definiert ist. Wendet man darauf obigen Satz über die Lp-Dualität an, erhält man einen isometrischen Isomorphismus
{\displaystyle T\colon \ell ^{q}(w)\rightarrow \ell ^{p}(w)\,',\,b=(b_{n})_{n}\mapsto T_{b},\quad T_{b}((a_{n})_{n}):=\sum _{n\in \mathbb {N} }a_{n}b_{n}w_{n}^{p}}.
In der Theorie der Folgenräume betrachtet man aber lieber eine durch den Ausdruck
{\displaystyle \textstyle \sum _{n\in \mathbb {N} }a_{n}b_{n}} gegebene Dualität, das heißt, man möchte die Faktoren {\displaystyle w_{n}^{p}} vermeiden. Dazu muss man von der Folge {\displaystyle (b_{n})_{n}\in \ell ^{q}(w)} zur Folge {\displaystyle (b_{n}w_{n}^{p})_{n}} übergehen. Da {\displaystyle p-pq=-q}, gilt
{\displaystyle \|(b_{n})_{n}\|_{q,w}^{q}=\sum _{n\in \mathbb {N} }|b_{n}|^{q}w_{n}^{p}=\sum _{n\in \mathbb {N} }|b_{n}w_{n}^{p}|^{q}w_{n}^{p-pq}=\sum _{n\in \mathbb {N} }|b_{n}w_{n}^{p}|^{q}w_{n}^{-q}=\|(b_{n}w_{n}^{p})_{n}\|_{q,{\frac {1}{w}}}^{q}},
wobei {\displaystyle {\tfrac {1}{w}}} für die aus den Kehrwerten der {\displaystyle w_{n}} gebildete Folge von Gewichten steht. Man erhält also einen isometrischen Isomorphismus
{\displaystyle \ell ^{q}(w)\rightarrow \ell ^{q}\left({\tfrac {1}{w}}\right),(b_{n})_{n}\mapsto (b_{n}w_{n}^{p})_{n}}.
Kombiniert man diesen mit obigem isometrischen Isomorphismus {\displaystyle T}, so gelangt man zu:
Es seien {\displaystyle (w_{n})_{n}} eine Folge von Gewichten, {\displaystyle 1\leq p<\infty } und {\displaystyle q} der zu {\displaystyle p} konjugierte Exponent. Dann ist
{\displaystyle S\colon \ell ^{q}\left({\tfrac {1}{w}}\right)\rightarrow \ell ^{p}(w)\,',\ b=(b_{n})_{n}\mapsto S_{b},\ S_{b}((a_{n})_{n})=\sum _{n\in \mathbb {N} }a_{n}b_{n}}
ein isometrischer Isomorphismus.
Dieser isometrische Isomorphismus ist gemeint, wenn man
{\displaystyle \ell ^{p}(w)\,'\cong \ell ^{q}\left({\tfrac {1}{w}}\right)}
schreibt. Es sei noch einmal darauf hingewiesen, dass dieser nicht der isometrische Isomorphismus aus dem allgemeinen Satz über Lp-Dualität ist, außer wenn alle Gewichte gleich 1 sind.